# Langgahan
Langgahan is een bestuurslaag in het regentschap Bangli van de provincie Bali, Indonesië. Langgahan telt 1040 inwoners (volkstelling 2010).